# Larriston Burn
Der Larriston Burn ist ein Wasserlauf in den Scottish Borders, Schottland. Er entsteht aus einer Reihe von kleinen zumeist unbenannten Zuflüssen westlich der Foulmire Heights und fließt in westlicher Richtung bis zu seiner Mündung in das Liddel Water südlich des Weilers Larriston.